# Manu antiquus
Manu antiquus — вид викопних птахів. Скам'янілі рештки (голотип OM C.45.7) знайдені в Новій Зеландії і датуються віком 27,3— 25,2 млн років (верхній олігоцен). Через невеликий викопний матеріал (голотип складається лише з кістки вилочки «furcula») систематика виду не розроблена. Автор описання Брайян Марплс припускав, що кістка належить представнику родини альбатросові, але подальші дослідження спростували це твердження. Припускають також, що Manu antiquus належить до вимерлої родини костезубих (Pelagornithidae), але статус виду залишається невизначеним.